# 海威號驅逐艦
海威号驱逐舰，原名“樫”（日语：／ kashi ?），是日本帝國海軍和滿洲國海上警察隊的一艘驱逐舰，为桃级驱逐舰（日方正式名称为“桃型驱逐舰”）的2号舰。本舰在中国抗日战争全面爆发前夕，由大日本帝國转让给满洲国海上警察队，改名为海威号，成为了满洲国海警装备过的吨位最大的舰艇。在太平洋战争期间，又由满洲国以无偿租借的方式重新交给日本海军使用，此时依旧维持海威一名。最终本舰在美军空袭冲绳时受到攻击沉没。海威也因此成为了满洲国第一艘被击沉的军舰。
本舰为日本海军第一艘以“樫”为名的军舰。其名由1944年建造的松级驱逐舰的10号舰樫號所继承。

## 设计和概述
本舰作为桃级驱逐舰其中之一，基本上是同时期日本海军所设计建造的矶风级驱逐舰的缩小版。为了弥补日本国产二等驱逐舰一直以来抗浪性不佳的问题，本舰采用了比较高的乾舷，增大了侧舷夹角，并设有龟背甲板。由于船艏楼比较长，舰桥也因此延后；一层为驾驶室，二层为露天罗经甲板，罗经甲板后方设有1座探照灯。前桅紧贴在舰桥后面，接着是两座前尖后宽的烟囱，艉部则是第二根桅杆。后部主甲板靠近舰艉则有一座小型甲板室。动力部分为舰本式直连透平机，水管锅炉4座，重油专烧2座、煤油混烧2座，功率16700马力，213吨油、98吨煤。
火力方面，本舰配备了3门120毫米40倍径单装炮，其中前艏楼1门，两座烟囱之间1门，最后一门布置在甲板室后方。副炮为40倍径80毫米炮2门，以及6.5毫米机枪2挺。鱼雷武器则为两座三联装18英寸（457），安装在前烟囱前面。
本舰在移交给满洲国海警后，进行了一系列改装，包括将原鱼雷发射管拆除，在原位置安装了一个水上飞机平台，又在前桅杆加装吊放水上飞机的吊杆。由于本舰空间有限，平台较小，也无法安装水上飞机弹射器，因此搭载机采用了较小型的九〇式一号水上侦察机。同时又加装了两座八一式深水炸弹投放装置和投放轨道。由于满洲国海警经费有限，编制人数从109人缩编至50多人。

## 舰历
1916年3月15日本舰在舞鶴海軍工廠开始动工兴建，同年12月1日14时下水。1917年（大正6年）3月31日建成。
1917年（大正6年）至1919年（大正8年）第一次世界大战期间，樫号与同级各舰组成第15驱逐队，前往地中海进行护航。
1932年（昭和7年），一·二八事變期间樫号奉命在长江流域进行作战。
1936年7月，若木元次接任满洲国海上警察队队长，上任伊始即积极推动海警的舰船建设事宜。为此若木与日本海军方面进行交涉，争取到了一艘繫留状态的驱逐舰。当时已经有20多年舰龄的樫号主机已经老化，航速仅20節（37每小時），于是日本方面选择了这艘老旧的驱逐舰。1937年（昭和12年）5月1日，日本方面将樫号从日本海军中除籍，移交给满洲国海上警察队。同年在营口进行了移交。满洲国随即将本舰改名为“海威”。而这艘旧式二等驱逐舰立即成为了满洲国海警最大型的舰艇。
1942年（昭和17年）6月29日（一说6月24日）太平洋战争期间，满洲国以“无偿租借”的名义将海威号重新转交给日本海军。本舰重新返回日本海军服役时依旧维持“海威”一名不变，舰种改为特设驱潜艇，任务是在东海一带进行护航和巡逻。
1944年（昭和19年）10月10日，美军对冲绳发起大规模空袭，海威在那霸附近遭受了多架美军飞机袭击。因为海威在当地算是比较大型的舰艇，吸引了美军火力；自身又毫无防空手段，在作战中被美军炸沉。海威也因此成为了满洲国海上军事舰艇中第一艘因为遭受攻击而损失的舰艇。

## 历任舰长
下表系根据《日本海軍史》第9、10卷《将官履歷》，以及《官報》进行整理。

### 舾装员长
- 北川保橘 海军少佐：不詳－1917年2月5日
- （兼）北川保橘 海军少佐：1917年2月5日－4月1日

### 舰长
- 北川保橘 海军少佐：1917年2月5日－1918年1月26日[25]
- 植松练磨 海军少佐：1918年1月26日－1919年12月1日
- 中島直熊 海军少佐：1919年12月1日[26]－1920年8月23日[27]
- 奥野晃 海军大尉：1920年8月23日[27]－10月5日[28]
- （暂代）斋藤二朗 海军大尉：1920年10月5日－1920年12月1日
- 斋藤二朗 海军少佐：1920年12月1日－1921年3月9日
- 本田源三 海军少佐：1921年3月9日[29]－1922年4月8日[30]
- 野口幸一 海军少佐：1922年4月8日[30]－1922年11月20日[31]
- （兼）高山忠三 海军少佐：1922年11月20日[31]－12月1日[32]
- 和田省三 海军少佐：1922年12月1日－1923年5月10日
- 白石邦夫 海军少佐：1923年5月10日[33]－12月1日[34]
- 古瀬倉藏 海军少佐：1923年12月1日[34]－1925年12月1日[35]
- 小住德三郎 海军少佐：1925年12月1日－1927年12月1日
- 溪口豪介 海军少佐：1927年12月1日[36]－1929年2月20日[37]
- 隈部勇 海军少佐：1929年2月20日[37]－1929年5月10日[38]
- 大藤正直 海军少佐：1929年5月10日[38]－1929年11月1日[39]
- 清水健 海军大尉：1929年11月1日[39]－1930年5月1日[40]
- （兼）森可久 海军少佐：1930年5月1日[40]－1930年5月6日[41]
- 石河淡 海军少佐：1930年5月6日[41]－1930年12月1日[42]
- 宫坂义登 海军大尉：1930年12月1日[42]－1932年11月15日[43]
- 近野信雄 海军大尉：1932年11月15日－1934年2月20日
- 赤泽次寿雄 海军大尉：1934年2月20日－1934年7月25日
- 小西要人 海军少佐：1934年7月25日－1934年11月15日
- 冈林子郎 海军大尉：1934年11月15日[44]－12月15日[45]